# 薩摩街道

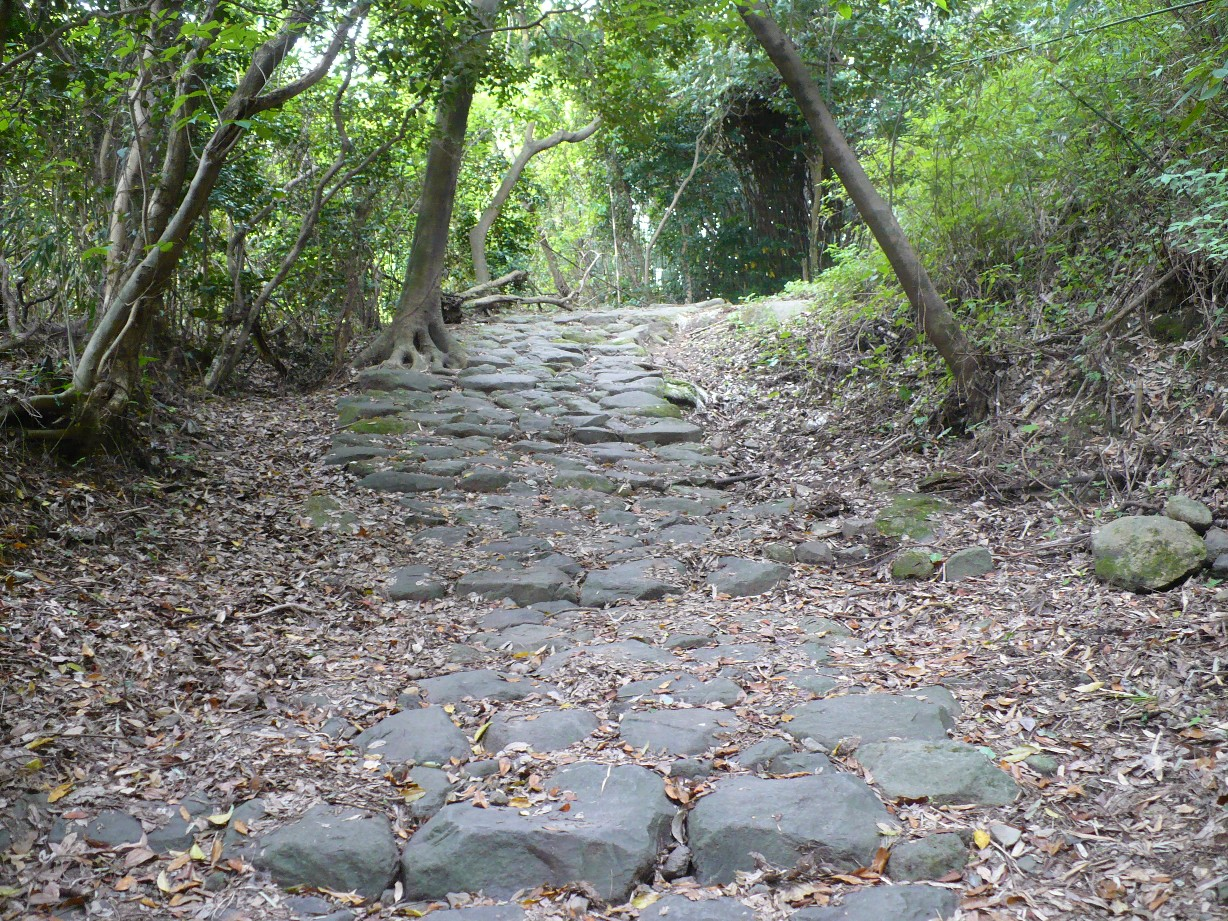
白銀坂（大口筋、鹿児島県姶良市、国の史跡）

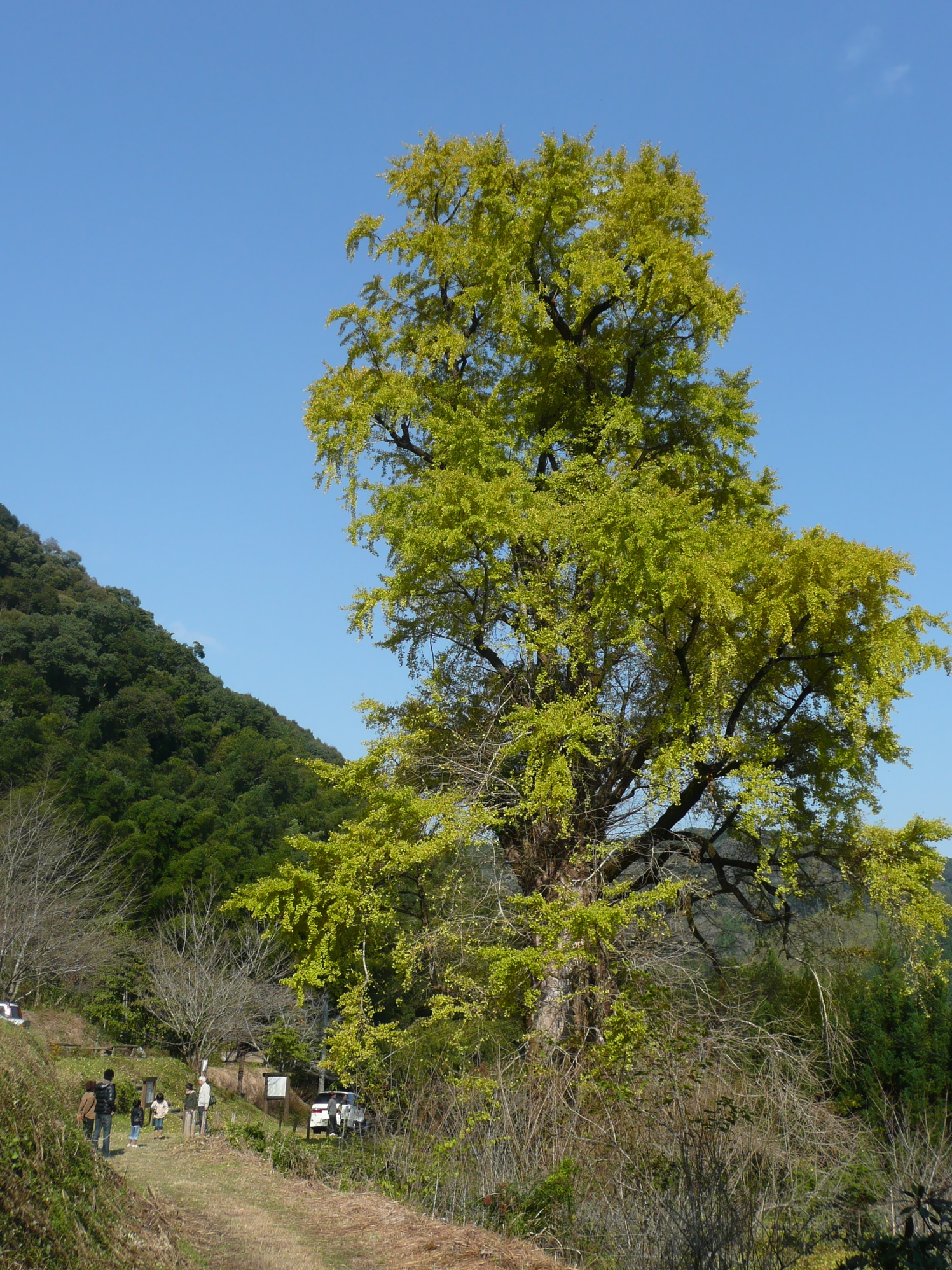
去川のイチョウ（高岡筋、宮崎市高岡町、国の天然記念物）

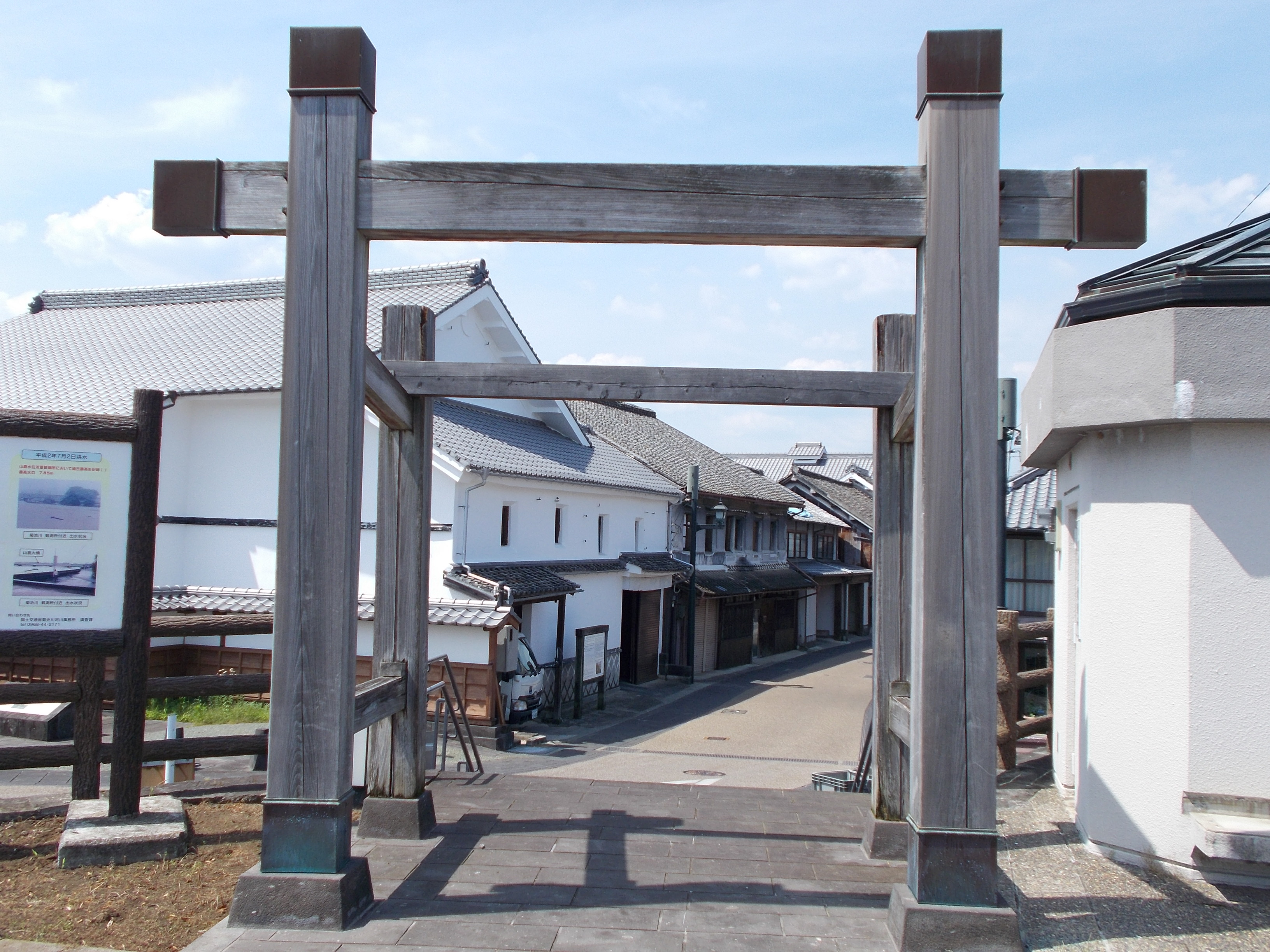
山鹿宿（出水筋、熊本県山鹿市）

薩摩街道（さつまかいどう）は、江戸時代の薩摩藩の主要街道の一つ。脇往還の一つである。地域により鹿児島街道（かごしまかいどう）とも呼ぶが区別されることもある（後述）。

## 概要
薩摩街道には複数の経路があり、主要なものに出水筋、大口筋、高岡筋、志布志筋、加久藤筋、綾筋、寺柱筋などがある。このうち西方と東方への経路は小倉筋（西目筋）と東目筋として分かれていたが、寛永年間に小倉筋（西目筋）は出水筋及び大口筋、東目筋は高岡筋（日向筋）に名が改められた（「小倉筋」から「出水筋」への改名を安永2年（1773年）とする資料もある）。
西目筋は、筑前国山家宿（現福岡県筑紫野市）で長崎街道から分岐して、薩摩国鹿児島（現鹿児島県鹿児島市）に至る経路である。国道3号にほぼ沿っている。その後、鹿児島から熊本境の「境橋」までに区切り、先述のとおり出水筋と改称された。なお、熊本市内などでは「旧鹿児島街道」と呼ばれている場合がある。
東目筋は佐土原から、本庄、高岡を経て、加治木から鹿児島城下に至る経路である。この佐土原から都城を経て鹿児島に至る街道を「薩摩街道」と呼ぶのに対し、宮崎から都城を経る街道を「鹿児島街道」として区別する場合もある。先述のとおり高岡筋（日向筋）に名が改められた。

## 宿場
括弧内は現在の地名。

### 出水筋（西目筋）
- 山家（やまえ）宿（福岡県筑紫野市） - 起点

1. 松崎（まつざき）宿（福岡県小郡市）
2. 府中（ふちゅう）宿（福岡県久留米市）
3. 羽犬塚（はいぬづか）宿（福岡県筑後市）
4. 瀬高（せたか）宿（福岡県みやま市）
5. 原町（はらまち）宿（福岡県みやま市）
6. 南関（なんかん）宿（熊本県玉名郡南関町）
7. 山鹿（やまが）宿（熊本県山鹿市）
8. 味取新町（みとりしんまち）宿（熊本県熊本市）
9. 熊本（くまもと）宿（熊本県熊本市）
10. 河尻（かわしり）宿（熊本県熊本市）
11. 宇土（うと）宿（熊本県宇土市）
12. 小川（おがわ）宿（熊本県宇城市）
13. 八代（やつしろ）宿（熊本県八代市）
14. 日奈久（ひなぐ）宿（熊本県八代市）
15. 佐敷（さしき）宿（熊本県葦北郡芦北町）
16. 陳町（ちんまち）宿（熊本県水俣市）
17. 出水（いずみ）宿（鹿児島県出水市）
18. 阿久根（あくね）宿（鹿児島県阿久根市）
19. 向田（むこうだ）宿（鹿児島県薩摩川内市）
20. 串木野（くしきの）宿（鹿児島県いちき串木野市）
21. 市来（いちき）宿（鹿児島県いちき串木野市）
22. 伊集院（いじゅういん）宿（鹿児島県日置市）
23. 鹿児島（かごしま）宿（鹿児島県鹿児島市）

- 鹿児島城（鶴丸城）（鹿児島県鹿児島市） - 終点

### 大口筋

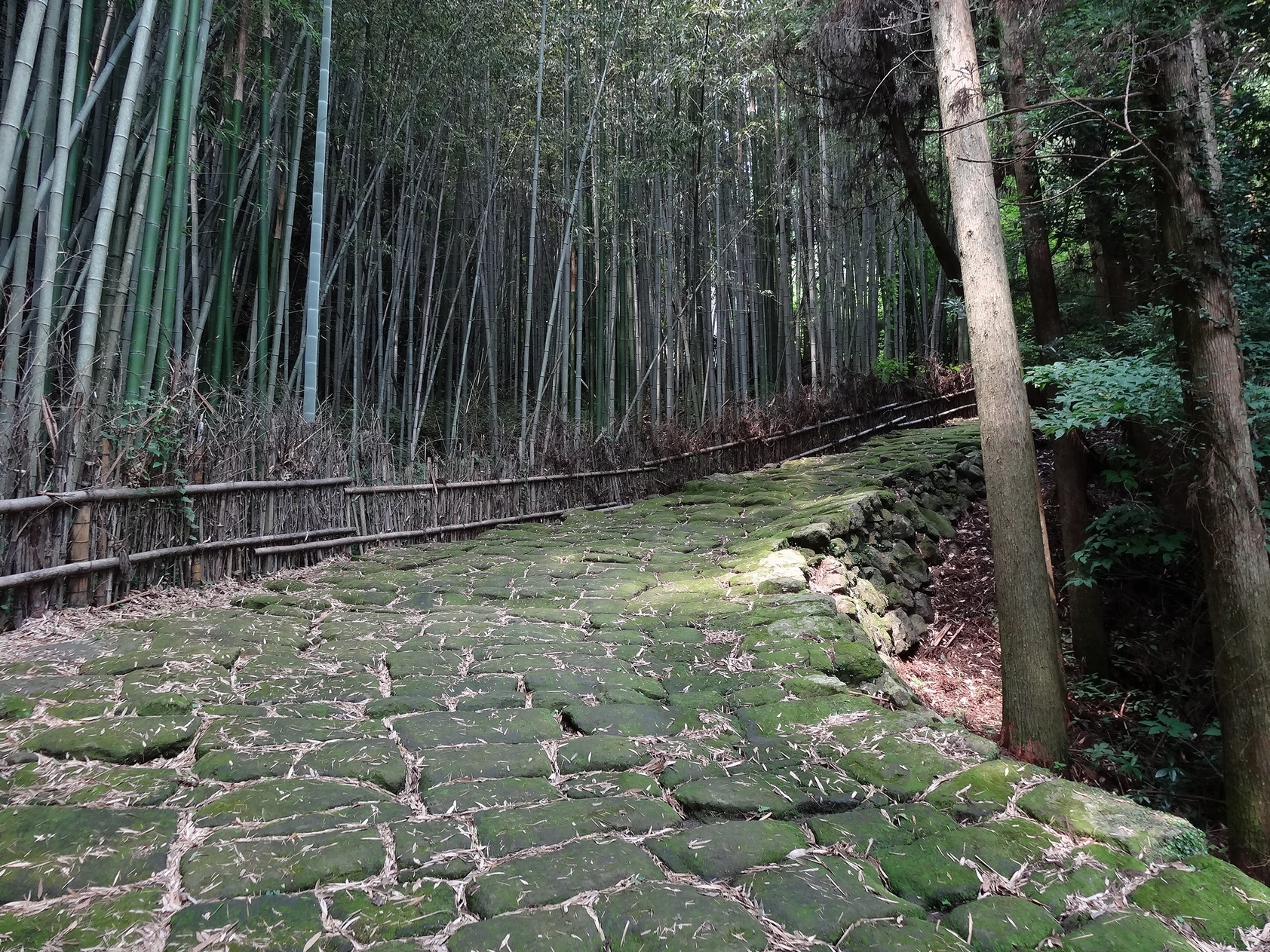
龍門司坂（鹿児島県姶良市加治木町）

鹿児島から北進し吉田（現鹿児島市）を通過。白銀坂で薩摩・大隅国境を越え、加治木（現姶良市）で高岡筋と分岐する。その後は溝辺（現霧島市）、栗野（現湧水町）経て大口（現伊佐市）に至る。加治木の龍門司坂（りゅうもんじざか、約0.5km）と白銀坂（約2.8km）は2006年（平成18年）に国の史跡となっている。

### 高岡筋（東目筋）
鹿児島から北進し加治木で大口筋と分岐。加治木 - 高岡（現宮崎市）間は現代の国道10号に相当する。高岡からは北進。本庄（現国富町）を経由し佐土原（佐土原城、現宮崎市）に至る。高岡郷（外城）に去川関所（宮崎市立去川小学校跡）が設置されていた。

## 参考資料
- 国指定文化財データベース - 検索結果のうち「大口筋 白銀坂 龍門司坂」を参照。